# Base de lancement de Cap Canaveral
Ne doit pas être confondu avec Centre spatial Kennedy.
La base de lancement de Cap Canaveral (officiellement « Cape Canaveral Space Force Station » ou CCSFS, auparavant nommée « Cape Canaveral Air Force Station »), est la principale base de lancement de lanceurs américains. Cet établissement de l'United States Space Force est situé au cap Canaveral, dans l'État de Floride, face à l'océan Atlantique. Il est créé en 1950 pour réaliser les essais de fusée à longue portée en toute sécurité. Par la suite, il est utilisé pour tester des missiles balistiques et des missiles de croisière.
Lorsque l'astronautique prend son essor en 1957, les installations de lancement de la base sont mises à contribution. C'est de Cap Canaveral que partent les premiers lanceurs emportant des satellites et des sondes spatiales ainsi que les missions habitées des programmes Mercury et Gemini.
La National Aeronautics and Space Administration (NASA), après avoir utilisé exclusivement les installations de la US Air Force, choisit de créer les siennes propres sur Merritt Island, de l'autre côté de la Banana River qui sépare les deux sites. Elle met donc en œuvre le complexe de lancement 39, adapté à la dimension des lanceurs lunaires du programme Apollo, dans un vaste ensemble constituant le Centre spatial Kennedy. La NASA continue néanmoins d'utiliser les aires de lancement du centre de Cap Canaveral.
En 2020 la plupart des aires de lancement construites au fil des années sur la base (une quarantaine) sont désaffectées. Seules quatre d'entre elles ont une activité significative, chacune consacrée à une famille de lanceurs : Delta IV, Atlas V, Delta II et le nouveau lanceur Falcon 9. L'activité astronautique américaine connaît une décrue importante en 2000 puis reprend en 2014 avec plus de quinze lancements par an depuis Cap Canaveral. Les lancements sur orbite polaire sont réalisés depuis la Vandenberg Space Force Base sur la côte de la Californie.
La base était connue en tant que Cape Kennedy Air Force Station entre 1963 et 1973 et sous le nom de Cape Canaveral Air Force Station de 1949 à 1963 et de 1973 à 2020. Après le transfert des activités spatiales de l'US Air Force à la nouvellement formée United States Space Force, la base passe sous le contrôle de la 45th Space Wing (devenue le 11 mai 2021 le Space Launch Delta 45). Le centre devient la Cape Canaveral Space Force Station le 9 décembre 2020.

## Historique

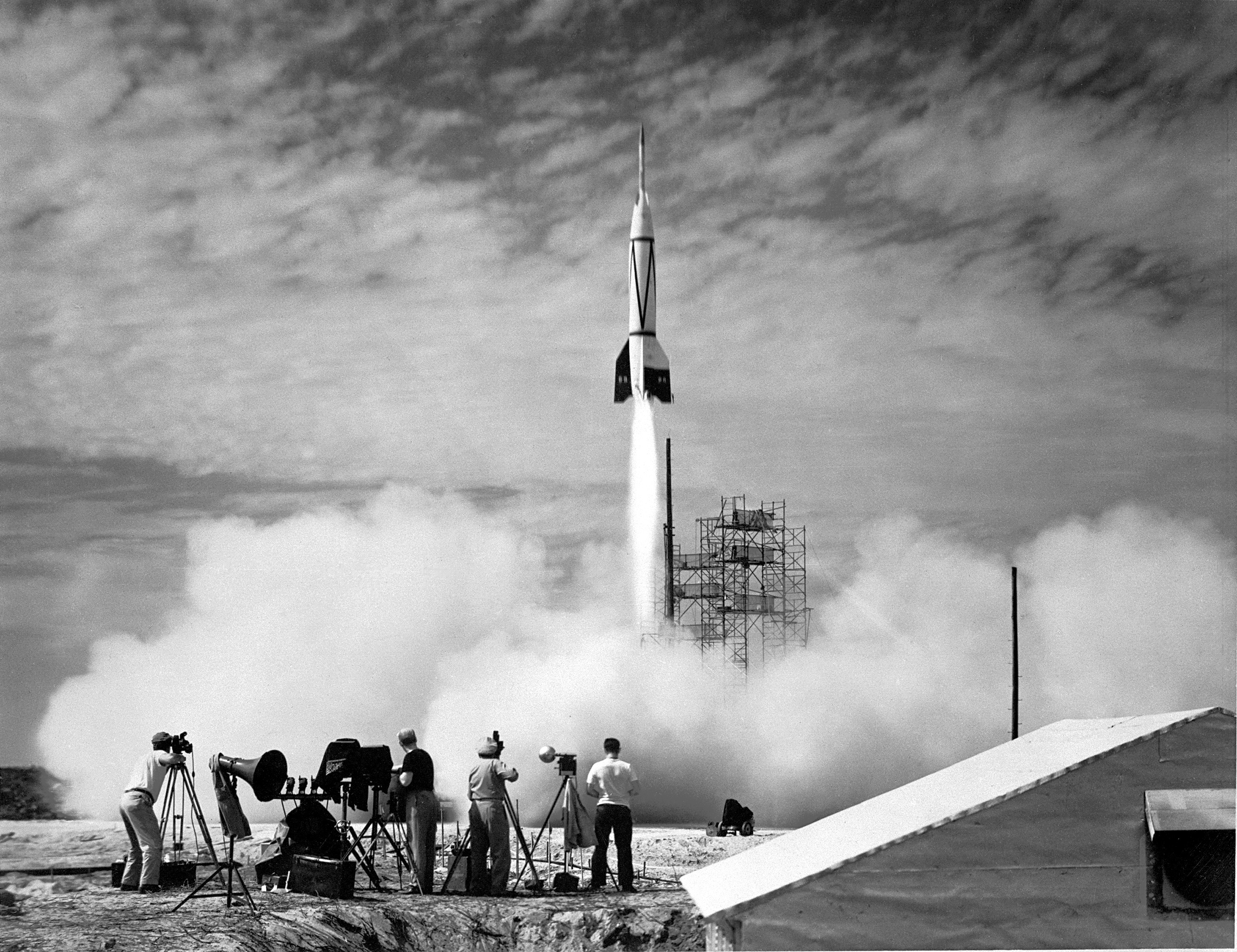
Un tir d'une fusée Bumper depuis l'aire de lancement 3, le premier vol réalisé depuis Cap Canaveral le 24 juillet 1950.

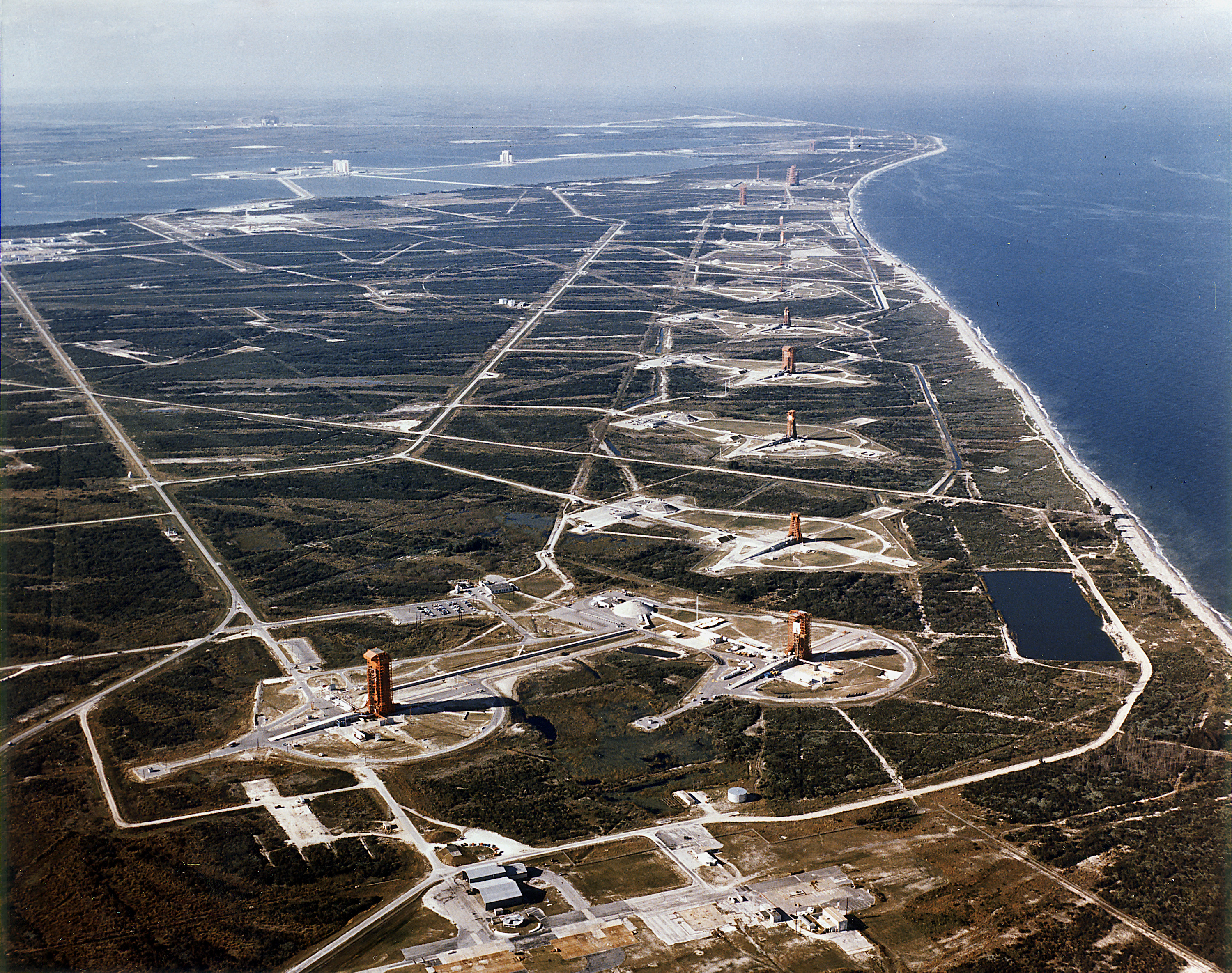
Le centre de test des missiles intercontinentaux : l'allée des missiles en 1964.

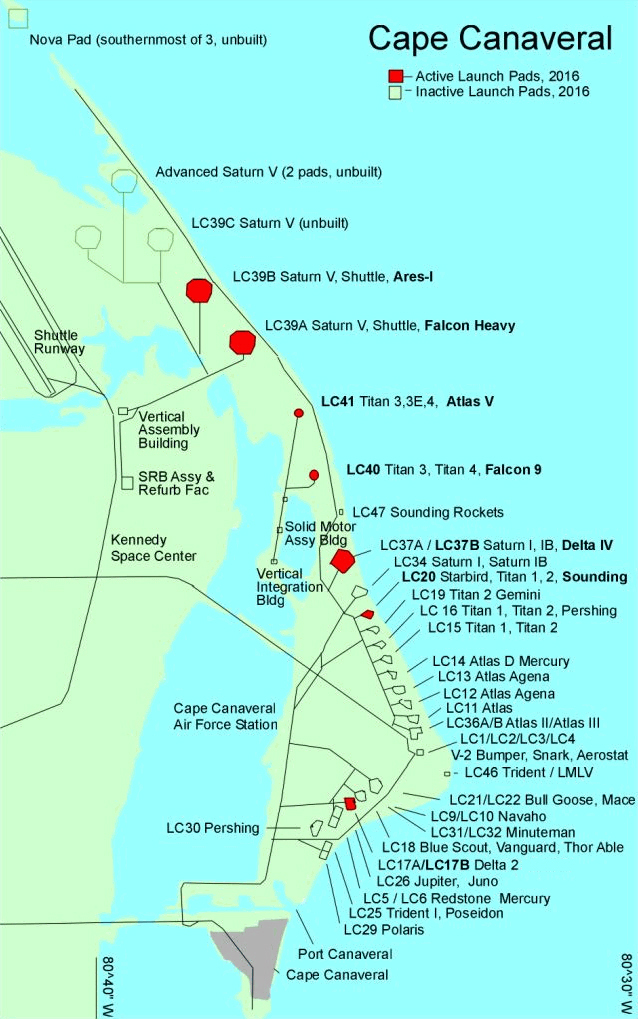
La carte du complexe de lancement.

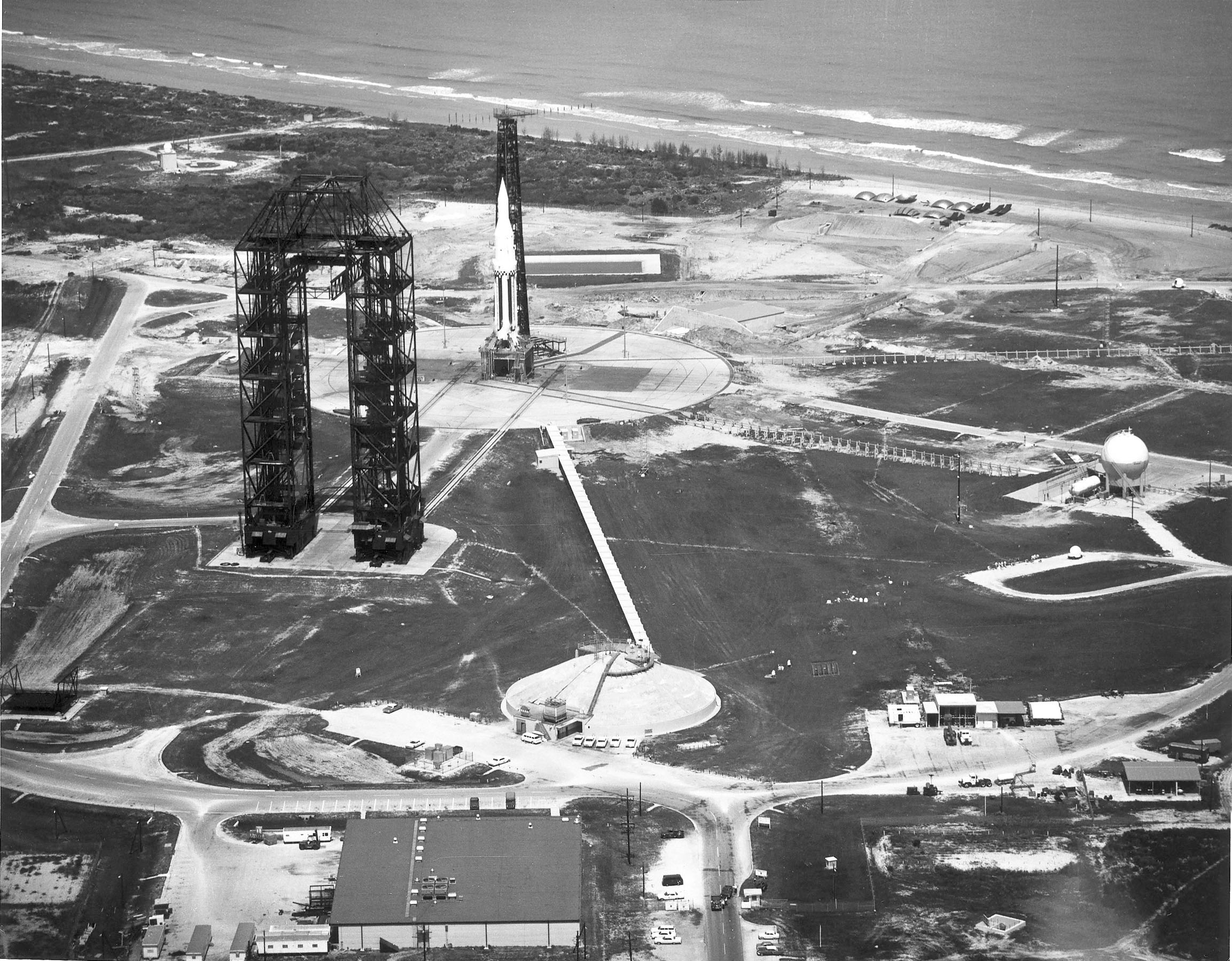
Le lanceur Saturn I sur l'aire 34 avant le vol AS-4 en 1963.

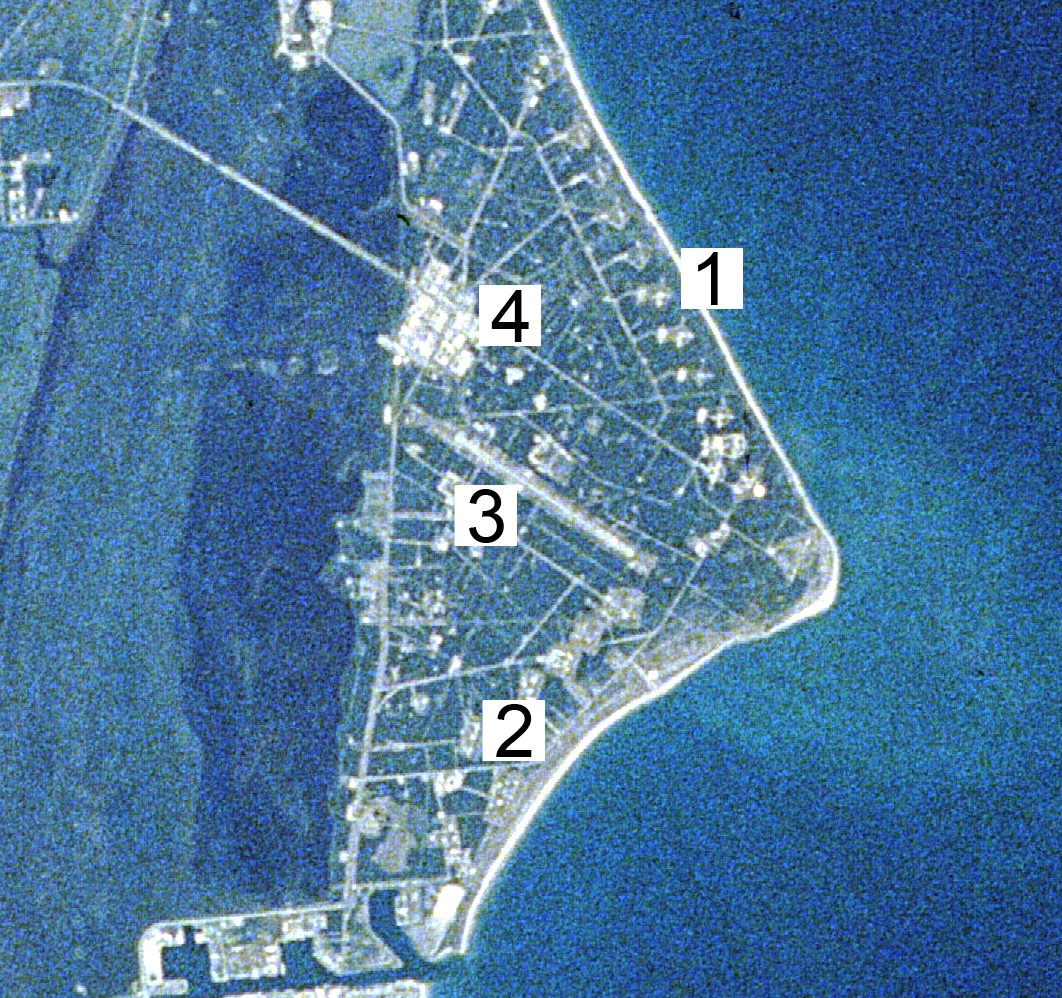
Image satellite de la base de lancement.

### La création de la base de lancement
Le centre de lancement a pour origine une base de l'aéronavale américaine (US Navy) située sur la Banana River au sud de la ville de Cap Canaveral. Les essais de fusée après guerre sont réalisés au Nouveau-Mexique, mais un incident de lancement hâte la recherche d'un site dégagé des habitations. Le premier choix situé à El Centro sur la côte de la Californie est rejeté par le président du Mexique (la trajectoire des fusées longe la côte mexicaine) alarmé par la chute d'une fusée V2 non loin de Mexico, le deuxième site sélectionné, situé à Cape Canaveral en Floride, dans une zone côtière de lagunes presque inhabitée est choisi. Le 11 mai 1949, le président Harry S. Truman signe le décret de création d'un établissement interarmées pour le lancement des fusées à longue portée situé à Cape Canaveral. L'implantation du centre sur la côte est de la Floride est idéale pour le lancement de fusées car leur trajectoire au décollage survolait l'océan Atlantique évitant les zones habitées.
En mai 1950, on commence à construire une route d'accès et quatre sites de lancement (les aires de lancement 1 à 4) ainsi que des installations pour manutentionner les fusées et abriter les instruments de mesure. Les travaux sont coordonnés par la US Air Force pour le compte des trois armes. On commence à édifier également un port en eau profonde au sud de Cap Canaveral (Port Canaveral) : initialement, celui-ci doit permettre le transport de fret destiné à la base, mais, par la suite, il est ouvert au trafic commercial et aux sous-marins nucléaires. Un accord est signé avec le gouvernement britannique pour construire une station de suivi dans l'archipel des Bahamas situé sur la trajectoire des fusées. Bien que les travaux ne soient pas encore achevés, la USAF procède au lancement de deux missiles V2 modifiés en juillet 1950. Ces fusées, appelées « Bumper », sont composées du premier étage allemand V2 surmonté d'un étage WAC Corporal non guidé. Le premier tir a lieu le 24 juillet 1950.
En 1951, le site est agrandi vers le nord et devient le Centre d'essai des missiles de la USAF, la future Cap Canaveral Air Force Station (CCAFS) de la USAF.

### Le site des essais de missiles
Une fois les infrastructures de Cap Canaveral achevées, l'activité connaît une forte croissance dopée par les essais sur les missiles de croisière de l'Armée de l'air et l'apparition des missiles balistiques. Pour répondre à ces besoins, de nouvelles installations sont construites, et la base de lancement, relativement modeste des débuts, s'étale progressivement sur l'ensemble de la portion du littoral rattachée à l'entité géographique de Cap Canaveral. Les installations, qui sont au début entièrement maintenues par la USAF, sont progressivement confiées à des sociétés privées pour limiter les coûts. Une filiale de la Pan American signe le premier contrat d'entretien et de gestion opérationnelle des installations et des instruments en 1953.

### Le Cap Canaveral Skid Strip
En juin 1954, a lieu un premier essai de récupération de missile de croisière de type Snark qui, après avoir été lancé depuis la base et suivi un parcours prédéterminé, doit atterrir sur une piste d'atterrissage construite à cet effet. Le missile doit se poser en glissant sur des skis métalliques qui tiennent de train d'atterrissage d'où le nom de la piste conservé depuis : le Cap Canaveral Skid Strip (c'est-à-dire : piste de dérapage). Le missile fait un mauvais atterrissage et explose en touchant le sol. Par la suite, la piste est utilisée à de nombreuses reprises par des engins du même type ainsi que par des missiles Navaho X-10 qui en décollent et qui y atterrissent (premier vol en février 1956). La piste est devenue ensuite un aéroport plus classique utilisé notamment pour le transport de pièces de lanceurs et d'équipements pour les installations de la base de lancement.

### Les débuts de l'astronautique
À la fin des années 1950, il devient évident que le site de Cap Canaveral va manquer de place pour construire de nouvelles aires de lancement. Or l'agence spatiale civile américaine nouvellement fondée, la NASA, qui est en train de mettre en place un programme spatial ambitieux, a besoin de nouveaux sites de lancement. En 1961, le président John F. Kennedy donne le coup d’envoi au programme Apollo en annonçant qu'un astronaute américain se posera sur la Lune avant la fin de la décennie. La NASA envisage de lancer jusqu'à 100 lanceurs Saturn par an. Or, Cap Canaveral ne peut accueillir ces lanceurs que sur 2 sites, l'aire 34 (4 lancements par an) et l'aire 37 (8 lancements par an). Pour tirer les lanceurs lourds du programme Apollo, la NASA décide donc de créer son propre centre spatial par acquisition de terrains de l'île adjacente Merritt Island malgré l'hostilité de la USAF qui souhaite pouvoir disposer de ces terrains pour une extension future de sa propre base de lancement de Cap Canaveral et veut conserver la responsabilité de tous les sites de lancement, la NASA étant un simple utilisateur payant. La NASA, ayant eu gain de cause, annexe d'emblée 340 km2 en 1962, puis négocie avec l'État de Floride l'achat de 230 km2 supplémentaires. La NASA y édifie une nouvelle base de lancement complètement autonome par rapport à Cap Canaveral, qui reçoit plus tard le nom de Centre spatial Kennedy avec deux aires de lancement qui reçoivent, dans la continuité des aires édifiées à Cap Canaveral, les numéros 39A et 39B.

### Cap Canaveral base de lancement spatial
La USAF continue à gérer la base de Cap Canaveral et à prêter ses installations à la NASA. Les vols habités des programmes Mercury (1961-1963) et Gemini (1965-1966) décollent de la base, ainsi que les premiers vols du programme Apollo en attendant que le complexe de lancement 39 soit prêt (le premier vol du lanceur lunaire Saturn V a lieu en novembre 1967). Les sondes spatiales et les satellites scientifiques de la NASA décollent également de Cap Canaveral. Aujourd'hui encore, la NASA continue d'utiliser les installations de la USAF pour lancer ce type de satellite, le complexe 39 étant réservé aux missions habitées depuis décembre 1968 (mission Apollo 8).
La USAF crée à cette époque une énorme aire (No 40) au nord des installations existantes pour y utiliser ses lanceurs lourds, les lanceurs Titan et mettre en orbite tant des satellites d'écoute électronique et d'alerte précoce, et des satellites de télécommunications et météorologiques.
En 1963, Cap Canaveral est renommée « Cap Kennedy » en l'honneur du président assassiné et toutes les installations qui portent le nom de Cap Canaveral sont renommées. Mais en 1973, les habitants veulent que le cap retrouve son ancien nom. La base est donc nommée de nouveau « Cap Canaveral Air Force Station » (CCAFS).
En février 1977, celle-ci perd son activité de centre d'essais de missiles.

## Utilisation contemporaine
La majorité des décollages de lanceurs américains s'effectuent depuis cette base. Toutefois lorsque l'inclinaison de l'orbite est polaire (satellites d'observation essentiellement), les lancements se font depuis la base de lancement de Vandenberg en Californie, sur la côte ouest des États-Unis, car la trajectoire suivie survole des zones habitées à Cap Canaveral.
Sur la quarantaine d'aires de lancement construites depuis 1950, seules trois d'entre elles restent opérationnelles en 2025 : 
- l'aire de lancement 37B est utilisée par le lanceur Delta IV ;
- l'aire de lancement 36 est utilisée par le lanceur new Shepard ;
- l'aire de lancement 41 est utilisée par le lanceur Atlas V ;
- l'aire de lancement 40 est utilisée par le lanceur Falcon 9 depuis 2009.

L'aire de lancement 47 est réservée au lancement de fusées-sondes météorologiques. Mais aucun lancement n'y a eu lieu depuis dix ans[Depuis quand ?].
En mai 2021, la base CCSFS considère être désormais capable de soutenir jusqu’à 48 lancements par an.
| Année de lancement                       | 2015                                    | 2015 | 2009                                                  | 2009                                                                        | 2006                                                  | 2006                                                      |
| ---------------------------------------- | --------------------------------------- | --- | ----------------------------------------------------- | --------------------------------------------------------------------------- | ----------------------------------------------------- | --------------------------------------------------------- |
| Année de lancement                       | Lanceur                                 | Type satellite                                                                                                  | Lanceur                                               | Type satellite                                                              | Lanceur                                               | Type satellite                                            |
| Cap Canaveral                            | Delta IV (2), Atlas V (8), Falcon 9 (7) | Station spatiale (4), Militaire (4), Scientifique (1), Télécom (3), Observation de la Terre (1), Navigation (4) | Delta II (4), Delta IV (3), Atlas V (4), Falcon 9 (1) | Militaire (7), Sonde spatiale (1), Scientifique (2), Télécom (1), Météo (1) | Delta II (4), Delta IV (1), Atlas V (2)               | Sonde spatiale (1), Météo (1), Télécom (1), Militaire (3) |
| Vandenberg                               | Delta II (1), Atlas V (1)               | Militaire (1), Observation de la Terre (1)                                                                      | Delta II (2), Atlas V (1), Taurus, Minotaur IV        | Météo (2), Militaire (3), Imagerie (1), Science                             | Delta II (2), Delta IV (2), Minotaur I(1), Pegasus(1) | Militaire 3, Scientifique(2), Technologique (1)           |
| Kennedy - LC-39                          | -                                       | - | Navette spatiale (5)                                  | Navette spatiale (5)                                                        | Navette spatiale (3)                                  | Navette spatiale (3)                                      |
| Autres (Kwajalein, Omelek, MARS, Kodiak) | SPARK (fusée) (1)                       | Technologique (1)                                                                                               | Minotaur I (1), Minotaur IV (1), Falcon 1 (1)         | Technologique, Imagerie, Militaire                                          | Falcon I (1), Minotaur I (1)                          | Falcon I (1), Minotaur I (1)                              |

Pour le lancement des satellites géostationnaires, la base de lancement, bien que située relativement près de l'équateur, est légèrement désavantagée par rapport au Centre spatial guyanais à Kourou, en Guyane qui en est encore plus proche ce qui permet aux lanceurs de bénéficier d'une plus-value de 60 m/s.

## Aires de lancement désaffectées
| Complexe de lancement | Lanceurs l'ayant utilisé                                                    | Commentaire |
| --------------------- | --------------------------------------------------------------------------- | --- |
| LC 1                  | Snark, Matador, Aerostat                                                    | |
| LC 2                  | Snark, Matador, Aerostat                                                    | |
| LC 3                  | Bumper, BOMARC, Polaris, X-17                                               | |
| LC 4                  | BOMARC, Redstone, Matador, Jason (en), Draco                                | |
| LC 5                  | Jupiter, Mercury-Redstone                                                   | Les six vols du programme Mercury réalisés avec un lanceur Redstone ont été lancés de ce complexe.             |
| LC 6                  | Redstone, Jupiter                                                           | |
| LC 9                  | Navaho                                                                      | |
| LC 10                 | Jason (en), Draco, Nike Tomahawk                                            | |
| LC 11                 | Atlas                                                                       | |
| LC 12                 | Atlas, Atlas-Agena                                                          | |
| LC 14                 | Atlas, Atlas, Atlas-Agena                                                   | Les quatre vols habités du programme Mercury réalisés avec un lanceur Atlas ont été lancés depuis ce complexe. |
| LC 15                 | Titan I, Titan II                                                           | |
| LC 16                 | Titan I, Titan II, Pershing 1                                               | |
| LC 17A                | Thor, Delta II                                                              | |
| LC 17B                | Delta II, Delta III, Thor                                                   | |
| LC 18                 | Viking, Vanguard, Thor, Blue Scout Junior, Blue Scout                       | |
| LC 19                 | Titan I, Titan II                                                           | Les 10 vols habités du programme Gemini ont été lancés depuis cette aire de lancement.                         |
| LC 20                 | Titan I, Titan III, Starbird, Prospector, Aries (en), LCLV, Super Loki (en) | |
| LC 21                 | Goose (en), Mace                                                            | |
| LC 22                 | Goose (en), Mace                                                            | |
| LC 25                 | Polaris, X-17, Poseidon, Trident I                                          | |
| LC 26                 | Juno II, Redstone                                                           | Lancement du satellite Explorer 1, premier satellite artificiel américain.                                     |
| LC 29                 | Polaris                                                                     | |
| LC 30                 | Pershing 1                                                                  | |
| LC 31                 | Minuteman, Pershing 1                                                       | Site où sont enterrés les restes de la navette Challenger.                                                     |
| LC 32                 | Minuteman                                                                   | |
| LC 34                 | Saturn I, Saturn IB                                                         | Incendie de la mission Apollo 1 et lancement de la mission Apollo 7.                                           |
| LC 37A                | Saturn I, Saturn IB                                                         | Inutilisé |
| LC 43                 | Super Loki (en)                                                             | |
| LC 45                 | Aucun (mais construit pour le missile Roland)                               | Démoli et remplacé par LC 46                                                                                   |

## Air Force Space and Missile Museum
Le site abrite un musée Air Force Space and Missile Museum qui occupe l'aire de lancement 26. Celui-ci expose d'anciens lanceurs dont un Mercury-Redstone et un Jupiter C installés en position de lancement sur les aires 5 et 6, des missiles ainsi que différentes pièces d'astronautiques.

## Galerie

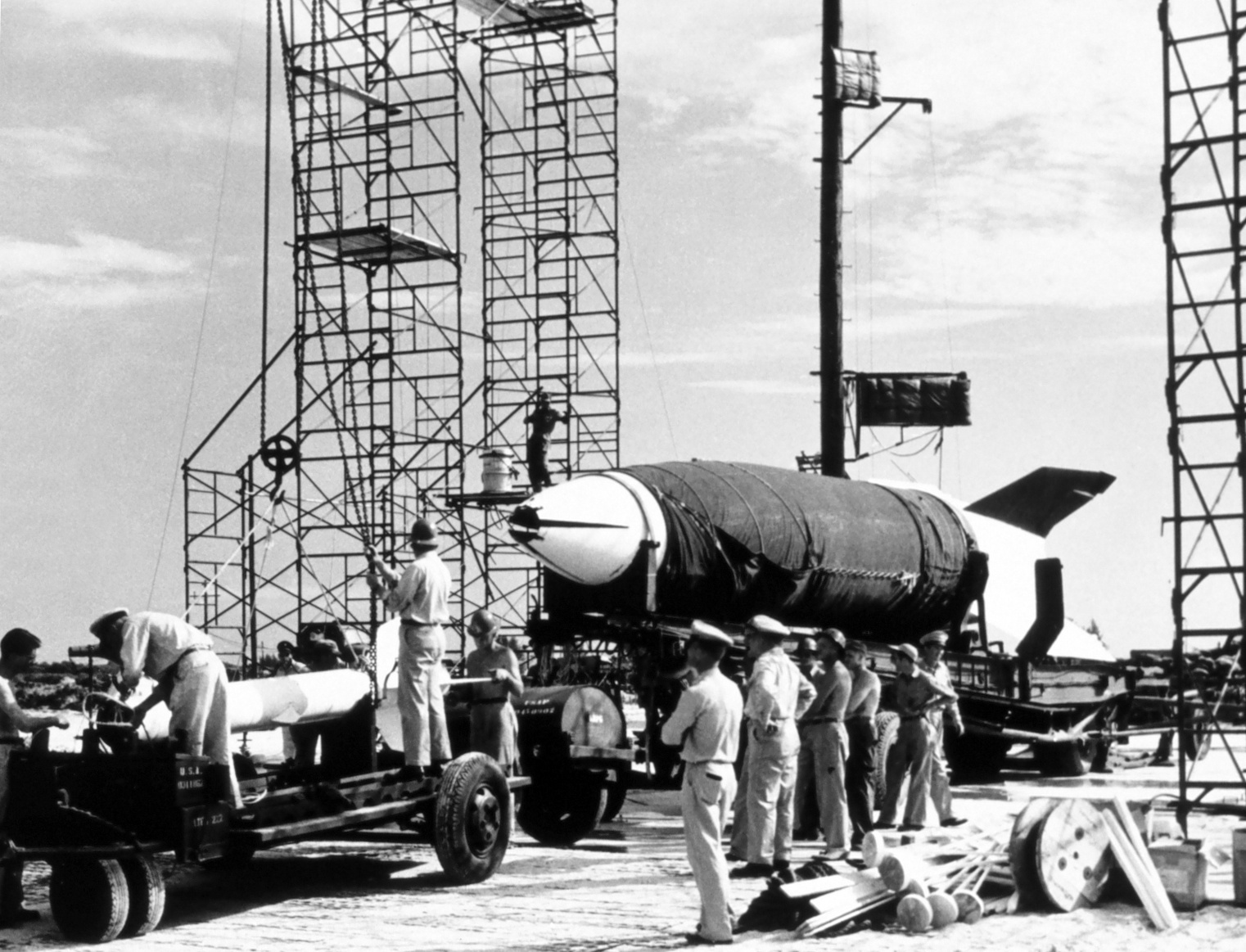
Une fusée V2 est préparée pour l'étude des couches supérieures de l'atmosphère (1950).
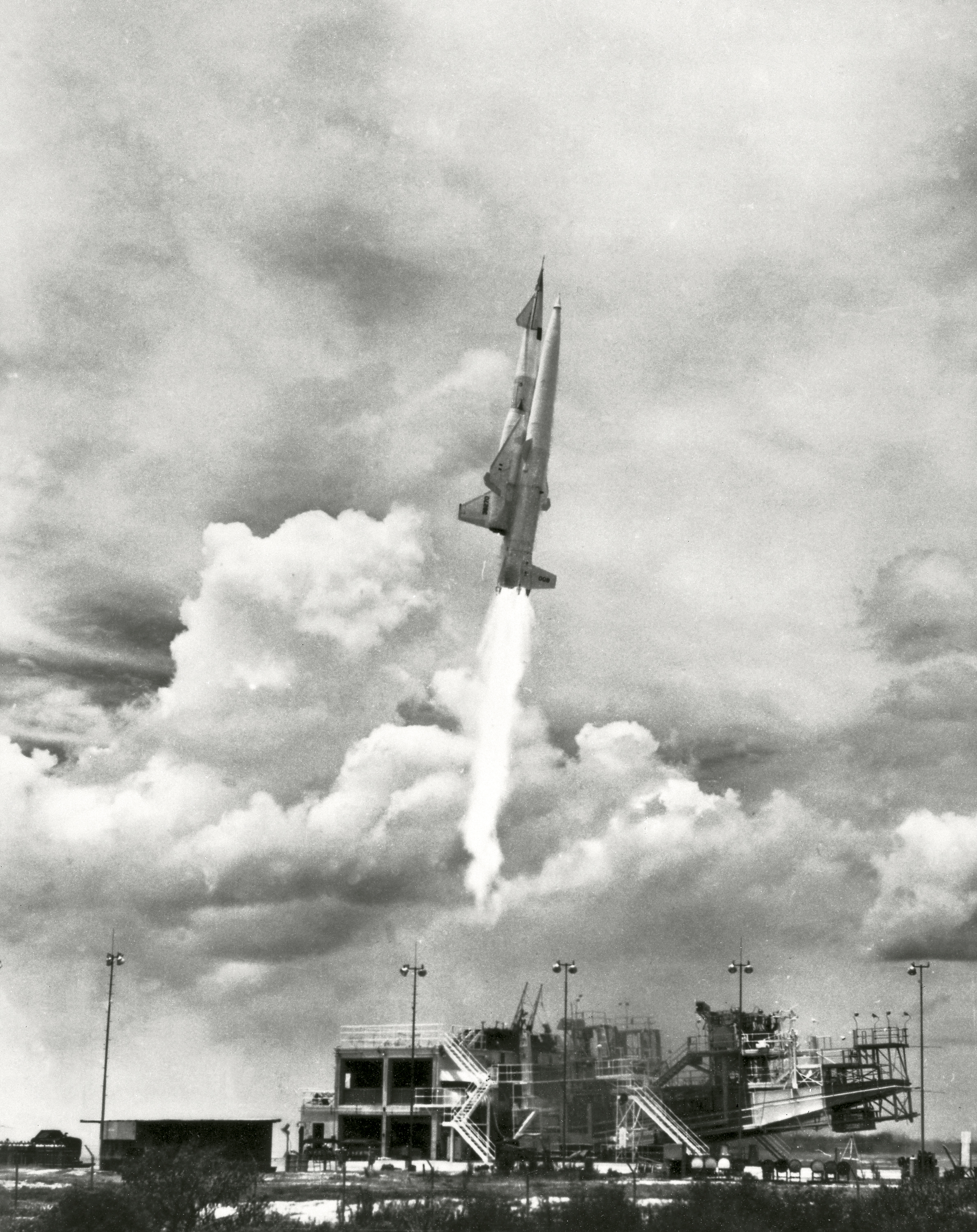
Le lancement d'un missile de croisière Navaho depuis l'aire 9 (1957).
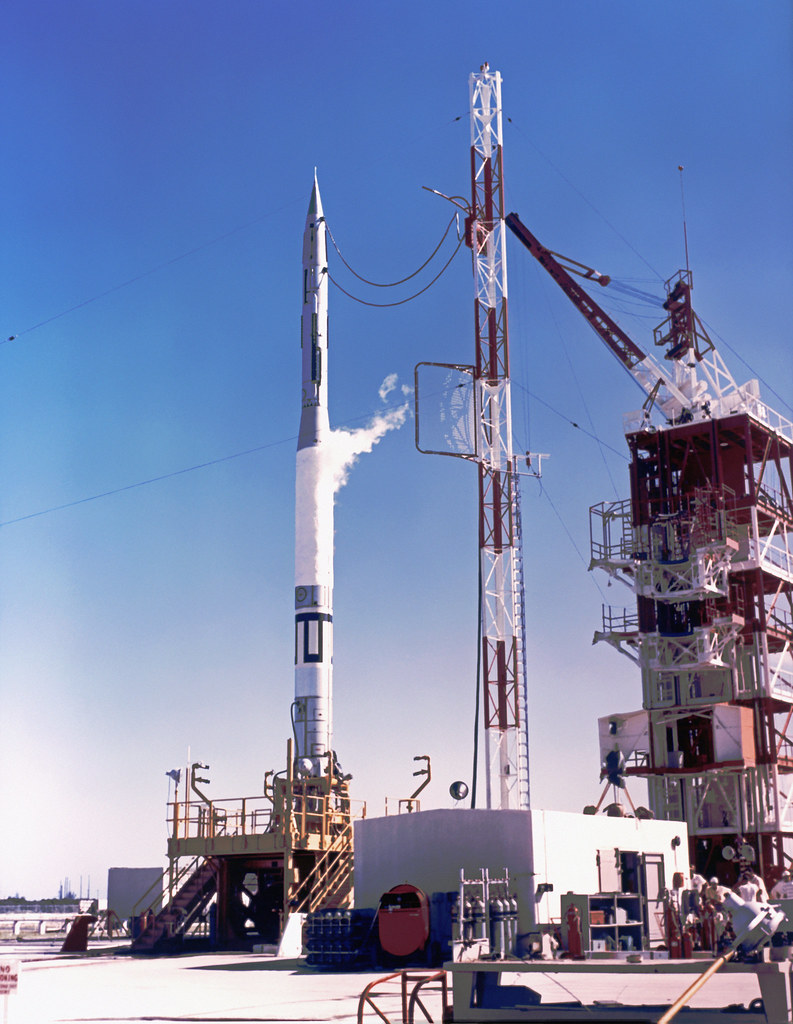
Un lanceur Vanguard avant son lancement depuis l'aire 18 (1957).
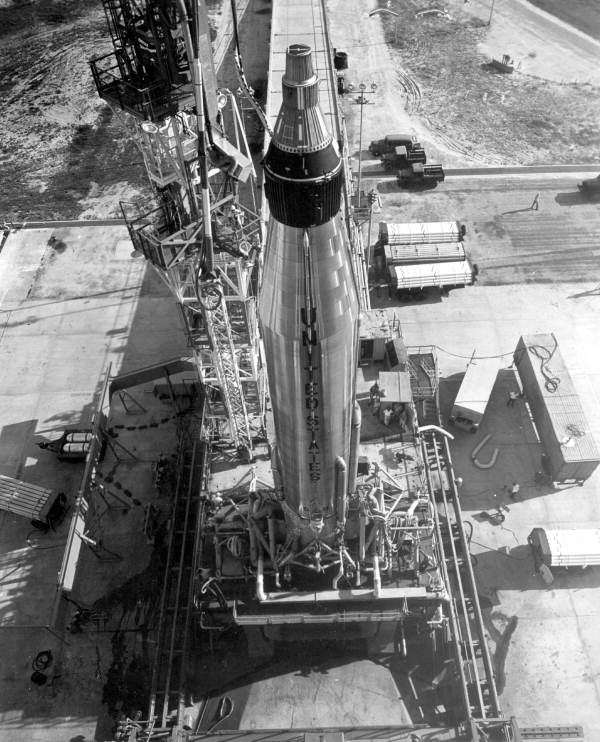
Le lanceur Big Joe (un lanceur Atlas) sur l'aire 14 se prépare à lancer une maquette de la capsule Mercury (1959).
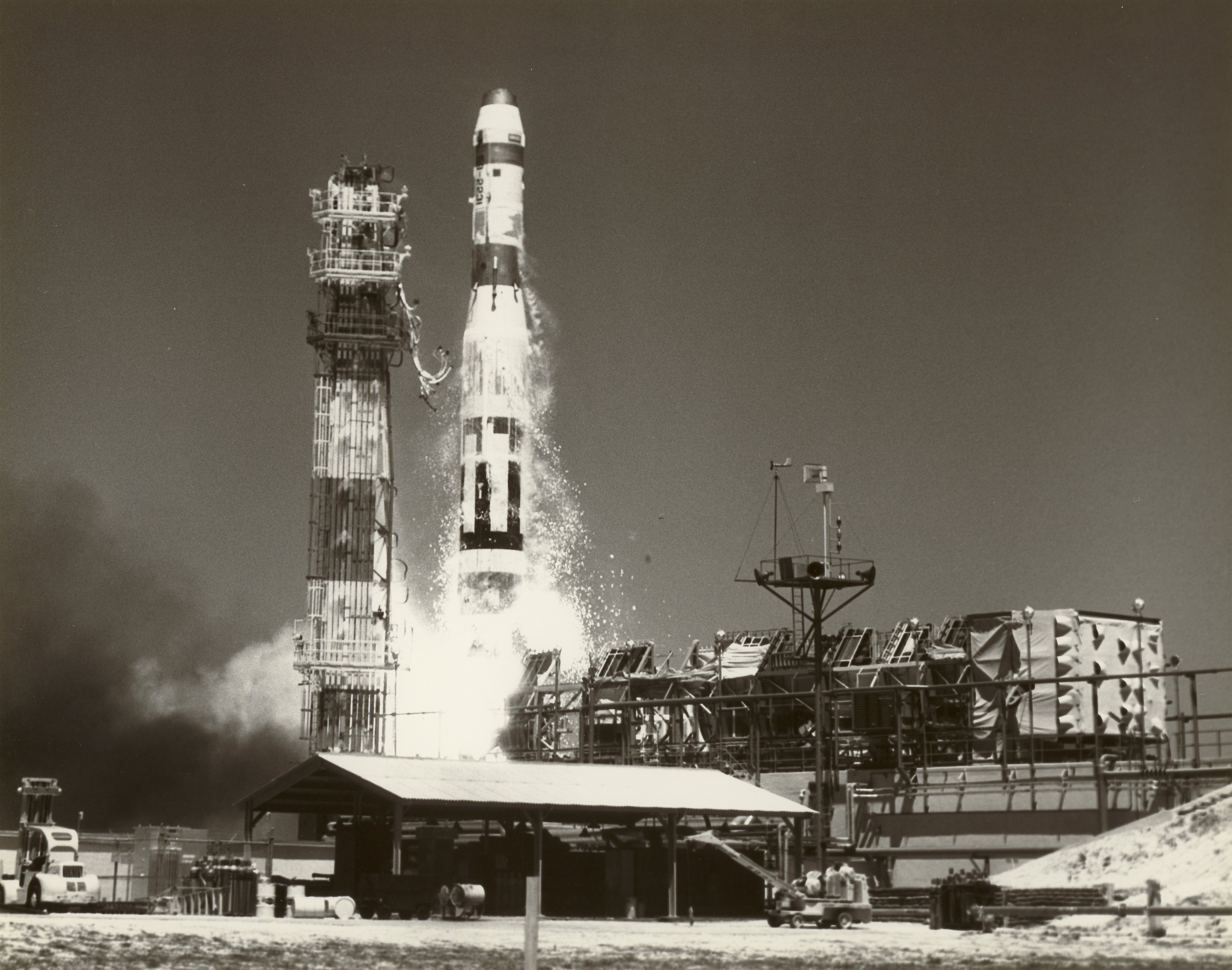
Le lancement d'un missile Titan I depuis l'aire 16 (1960).
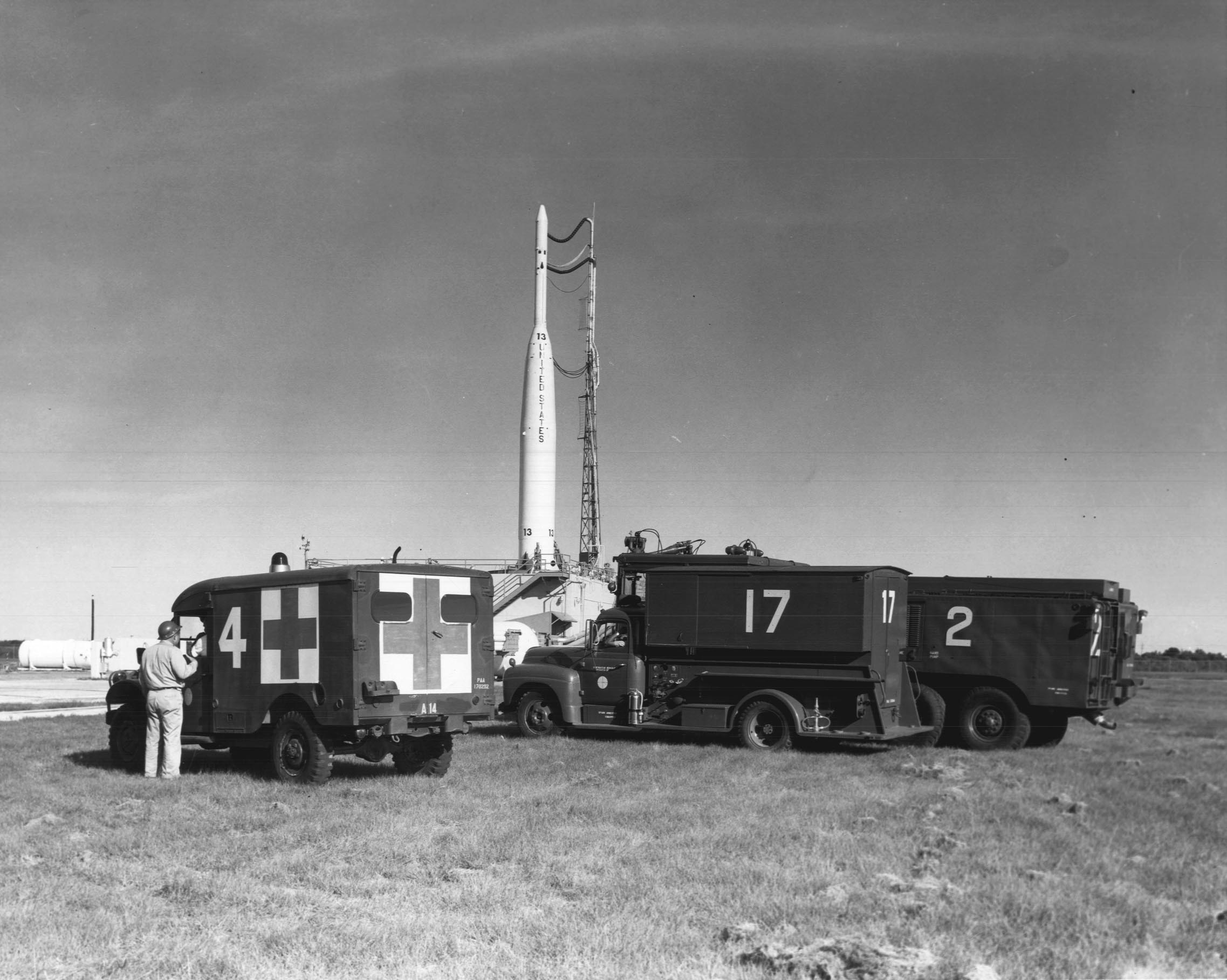
Le lancement d'un lanceur Thor-Delta qui emporte le satellite Explorer 14 (1962).
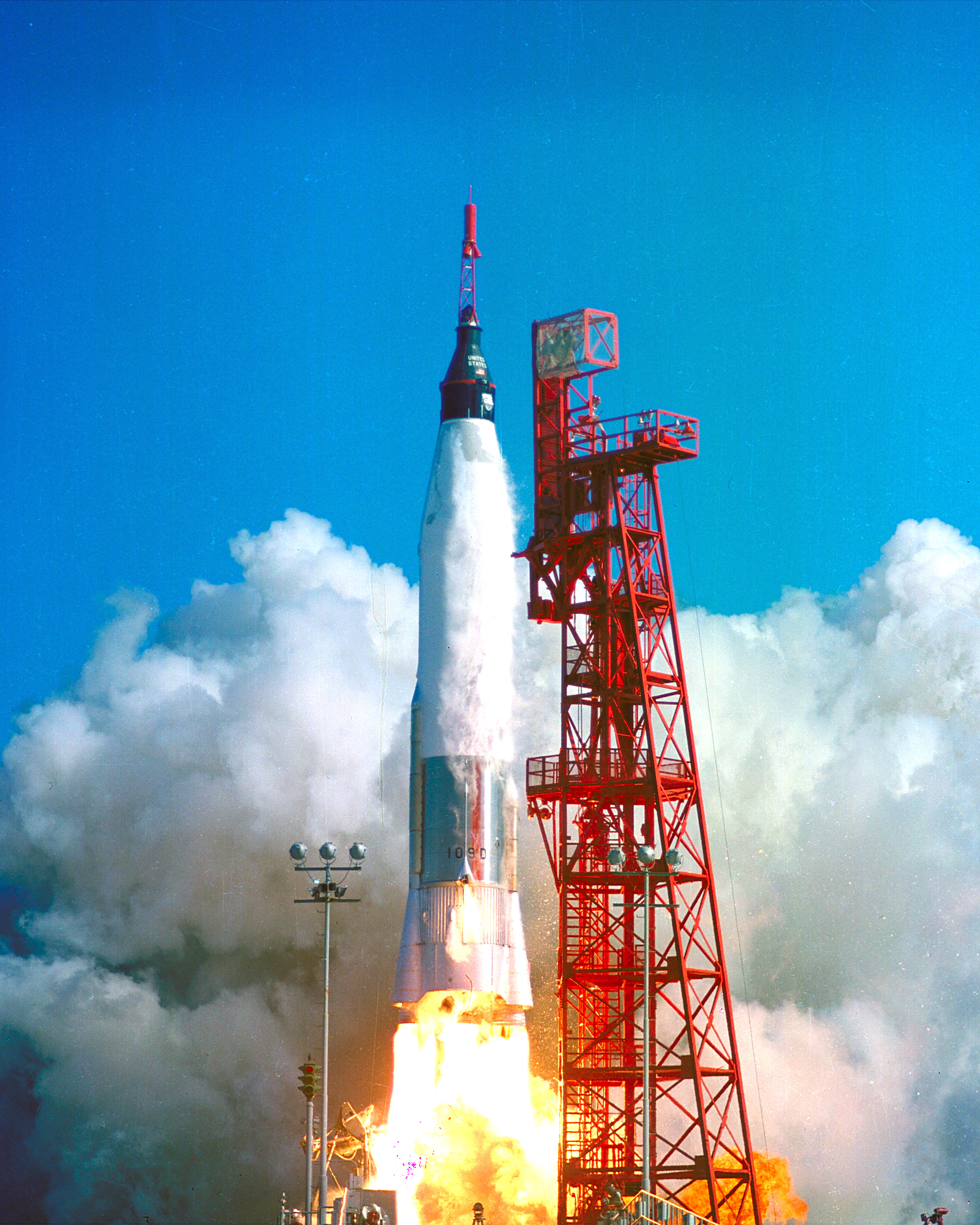
Un lanceur Mercury-Atlas décolle de l'aire 14 avec John Glenn pour le premier vol orbital habité américain (1962).
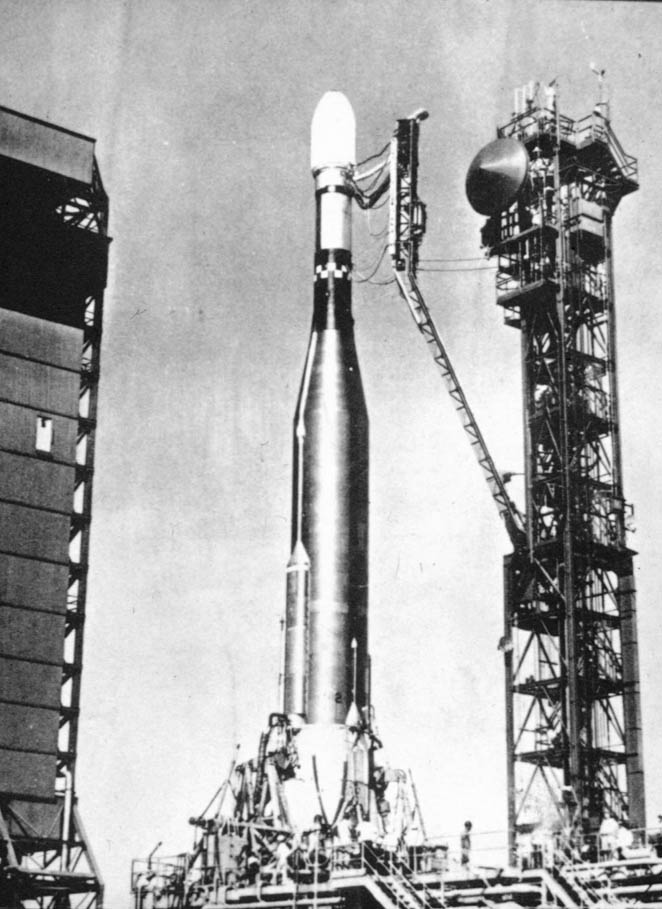
Le lanceur Atlas-Agena avec la sonde spatiale Mariner 4 prête à être lancée depuis l'aire 12 (1964).
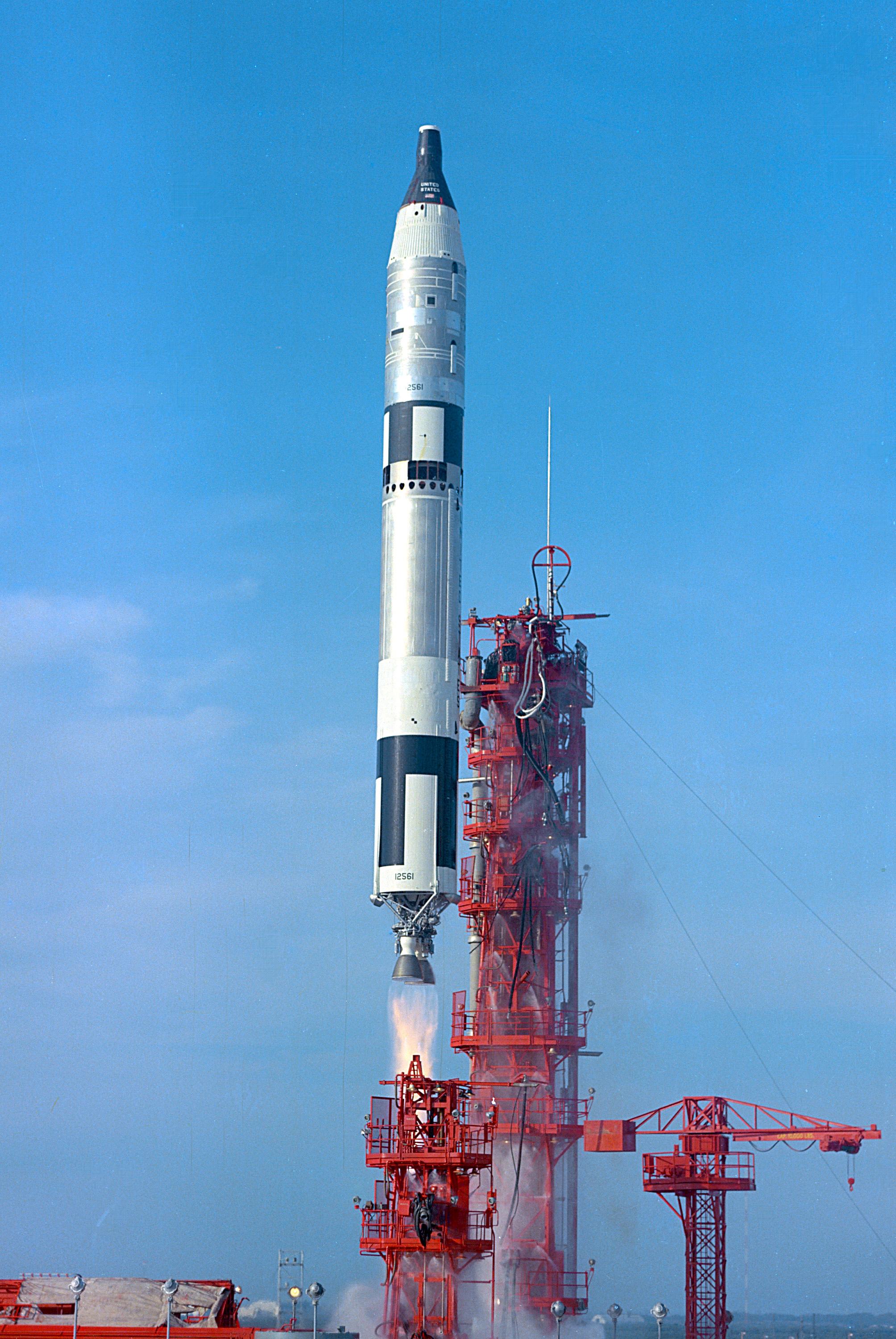
Un lanceur Titan II décolle de l'aire 19 avec a capsule Gemini 6A (1965).
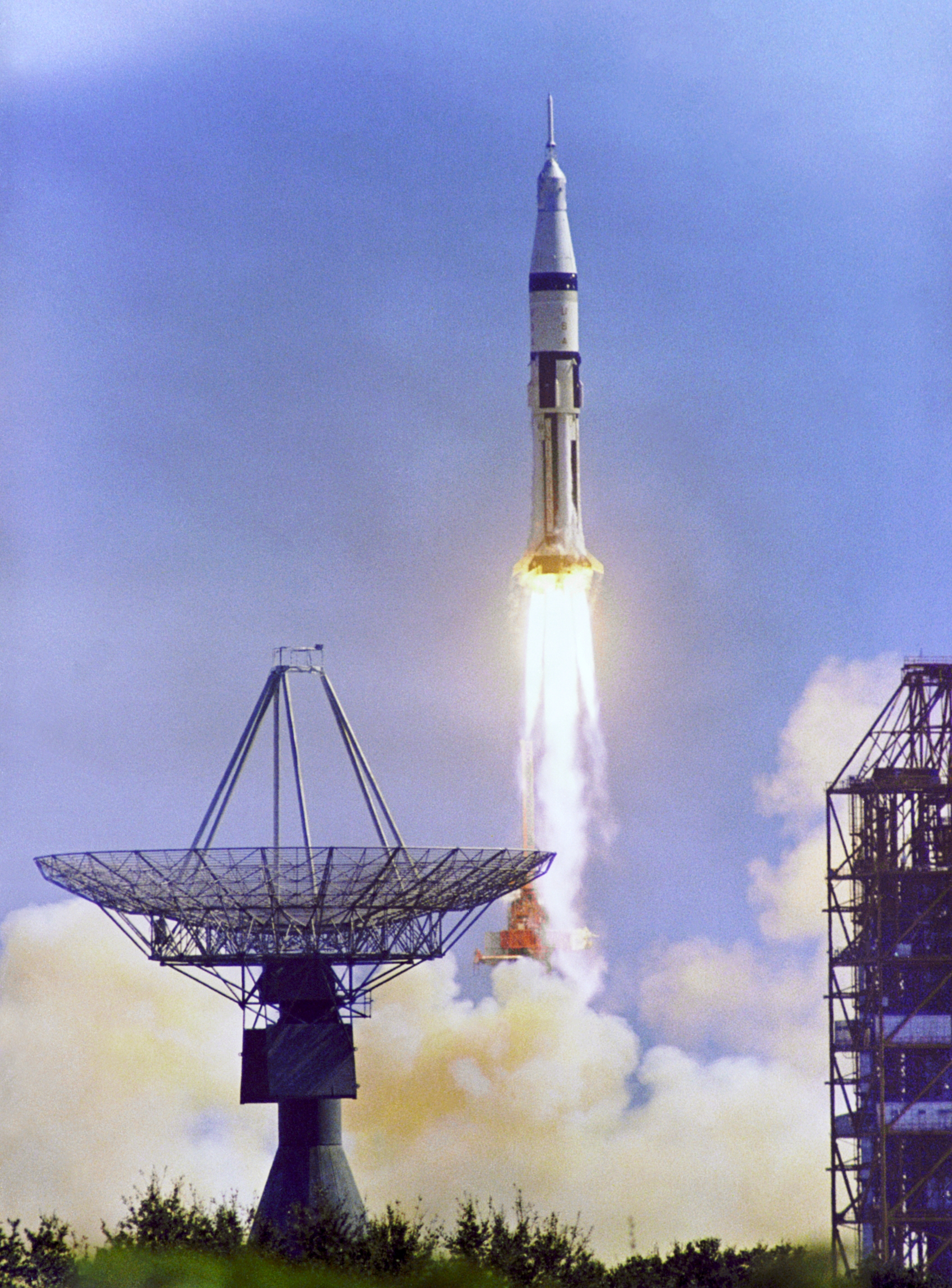
Un lanceur Saturn 1B décolle de l'aire 34 avec la capsule  Apollo 7 (octobre 1968).
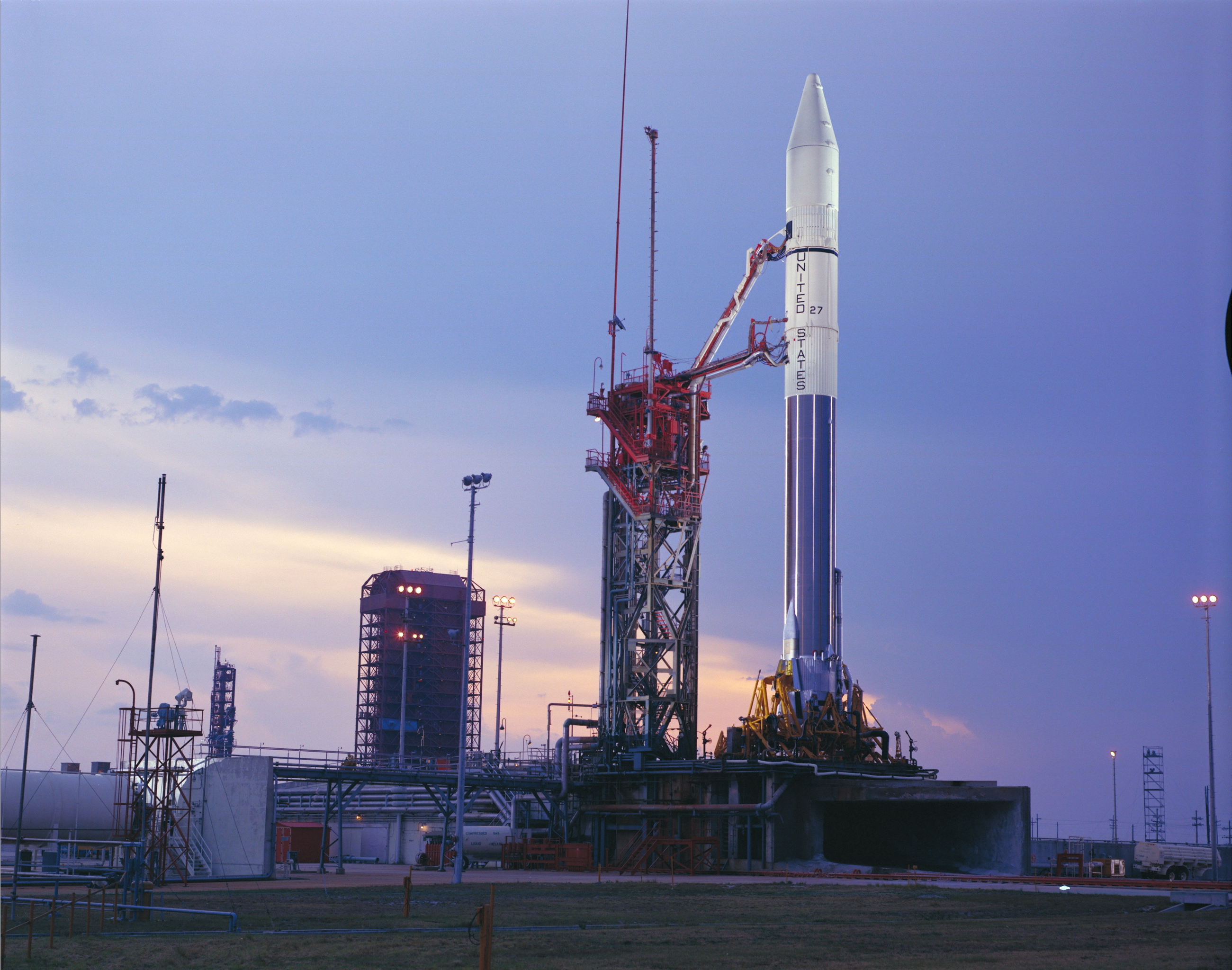
Une Atlas Centaur s'apprête à lancer la sonde Pioneer 10 de l'aire 36A (1972)
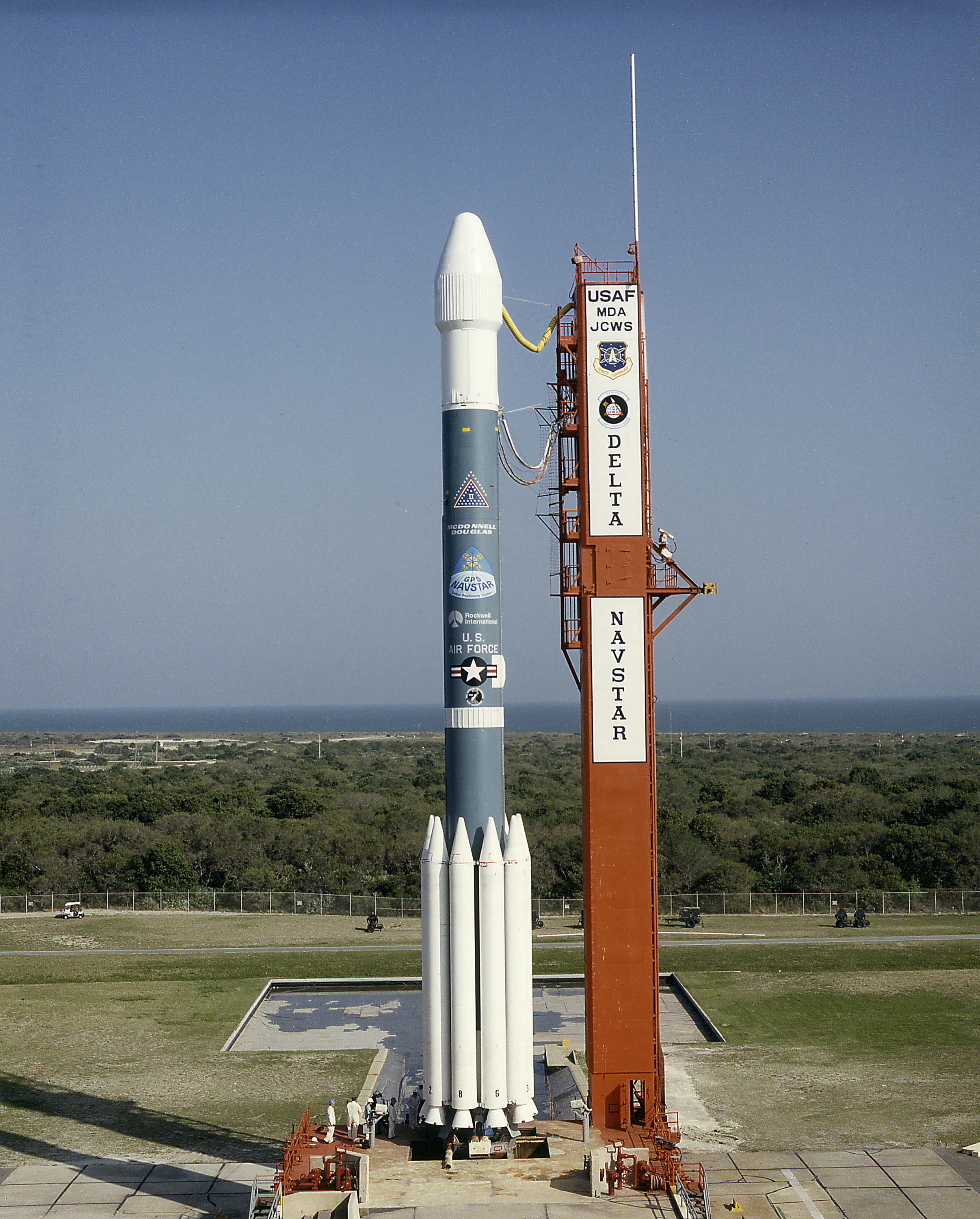
Un lanceur Delta II prêt pour le lancement d'un satellite Navstar sur l'aire 17A (1993).
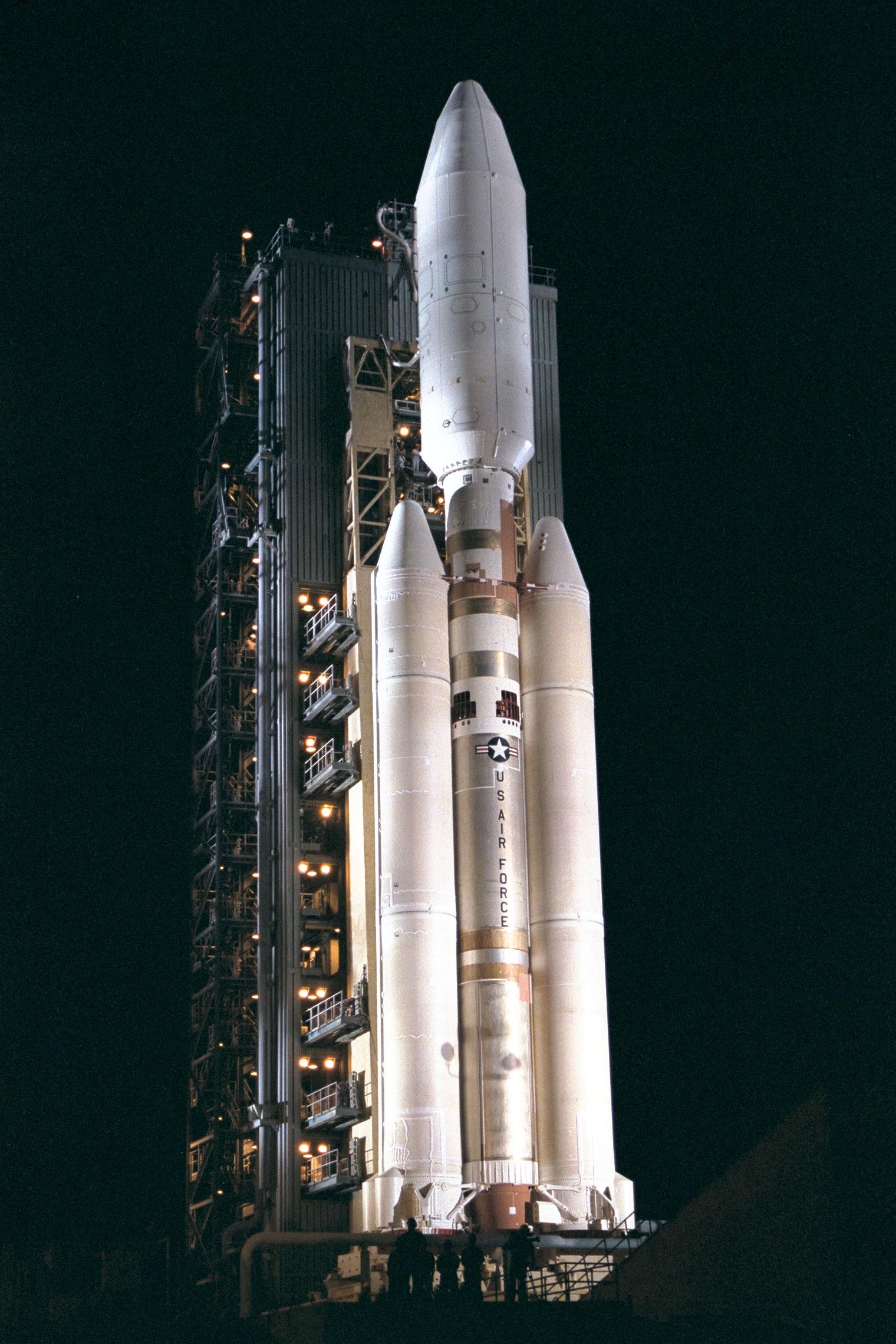
Un lanceur Titan 4B-Centaur sur l'aire 40 s'apprête à lancer la sonde planétaire Cassini-Huygens (1997).
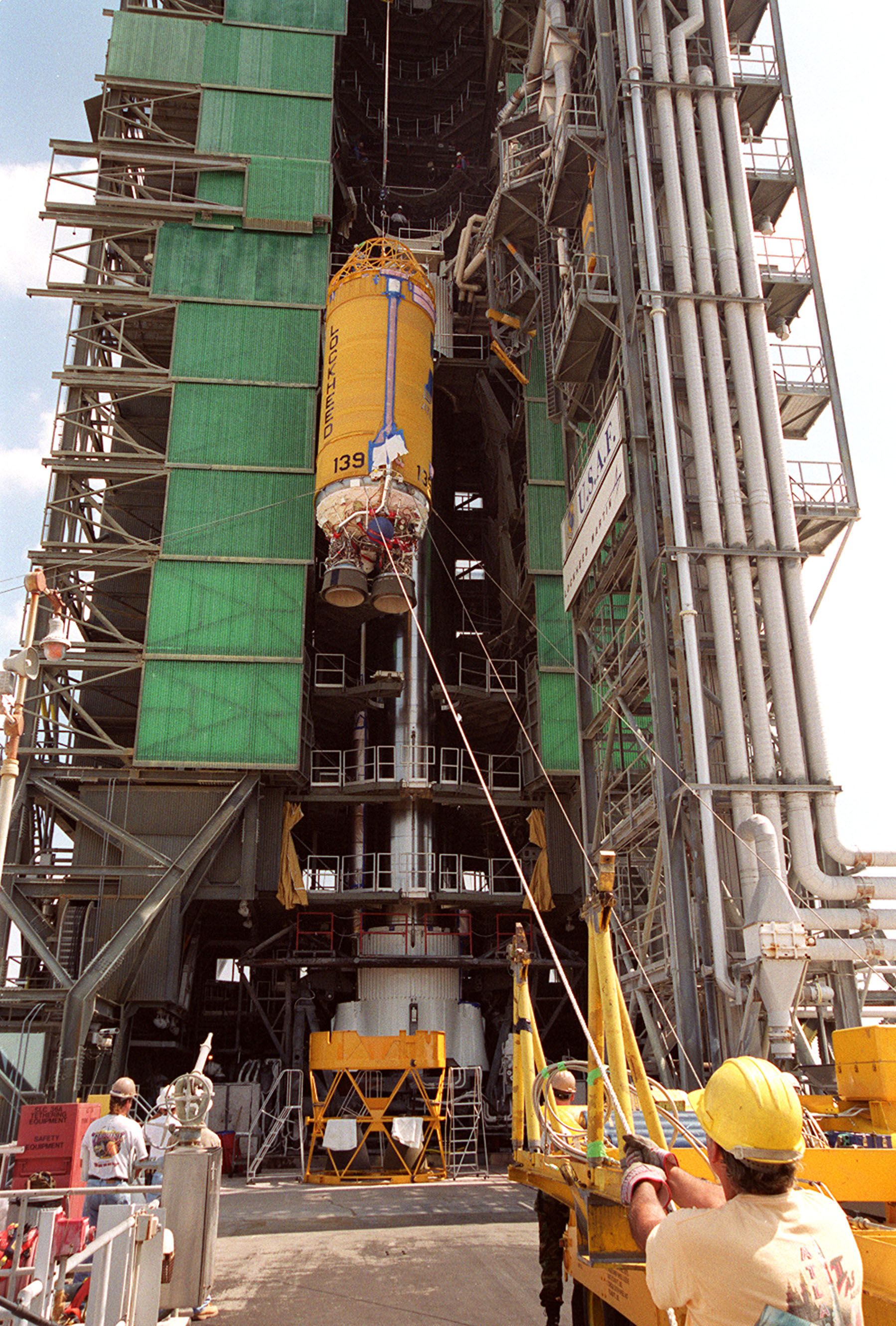
L'assemblage d'un lanceur Atlas II sur l'aire 36A (2000).
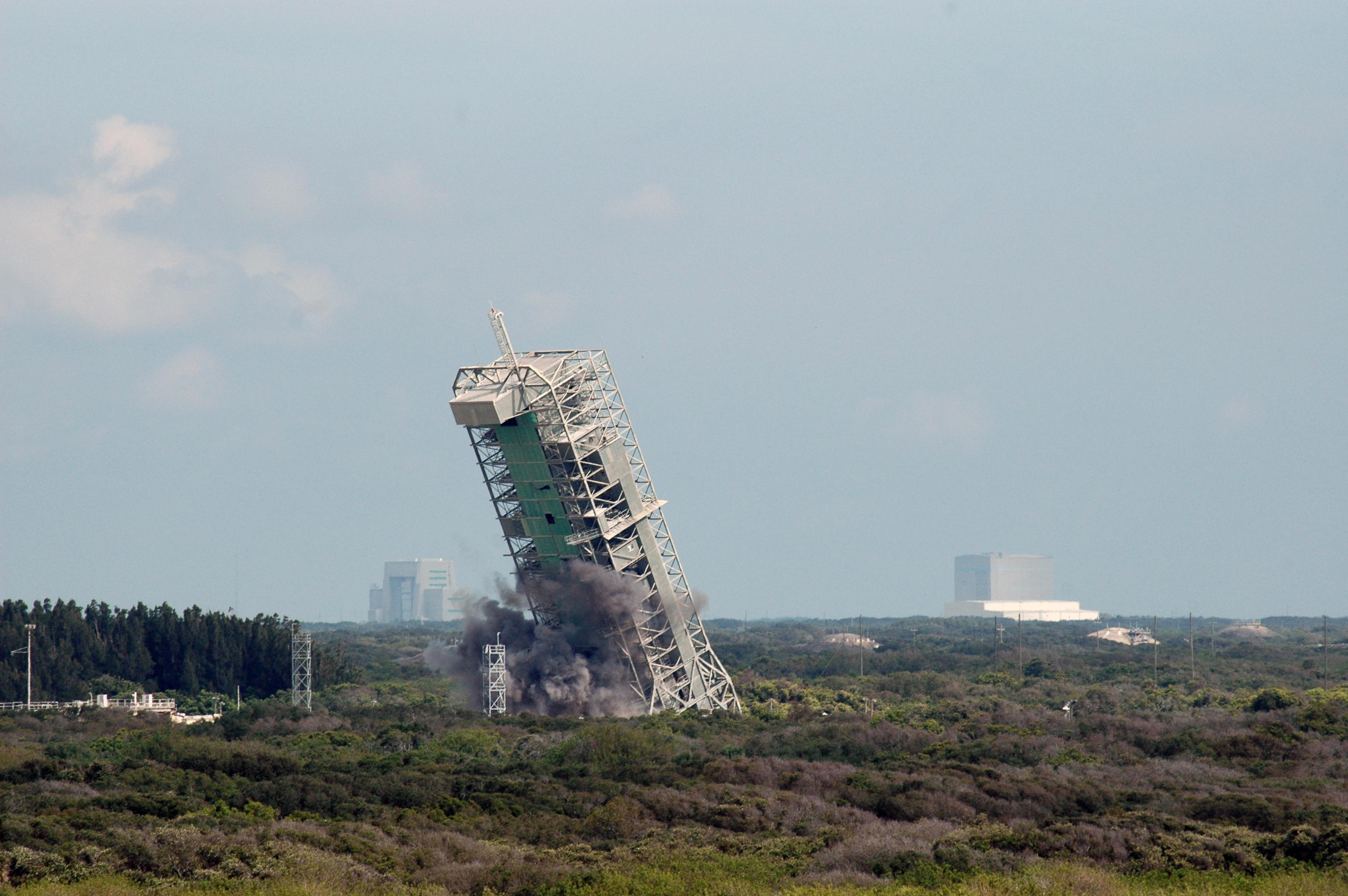
La destruction de la tour de lancement corrodée de l'aire 36A (2007).
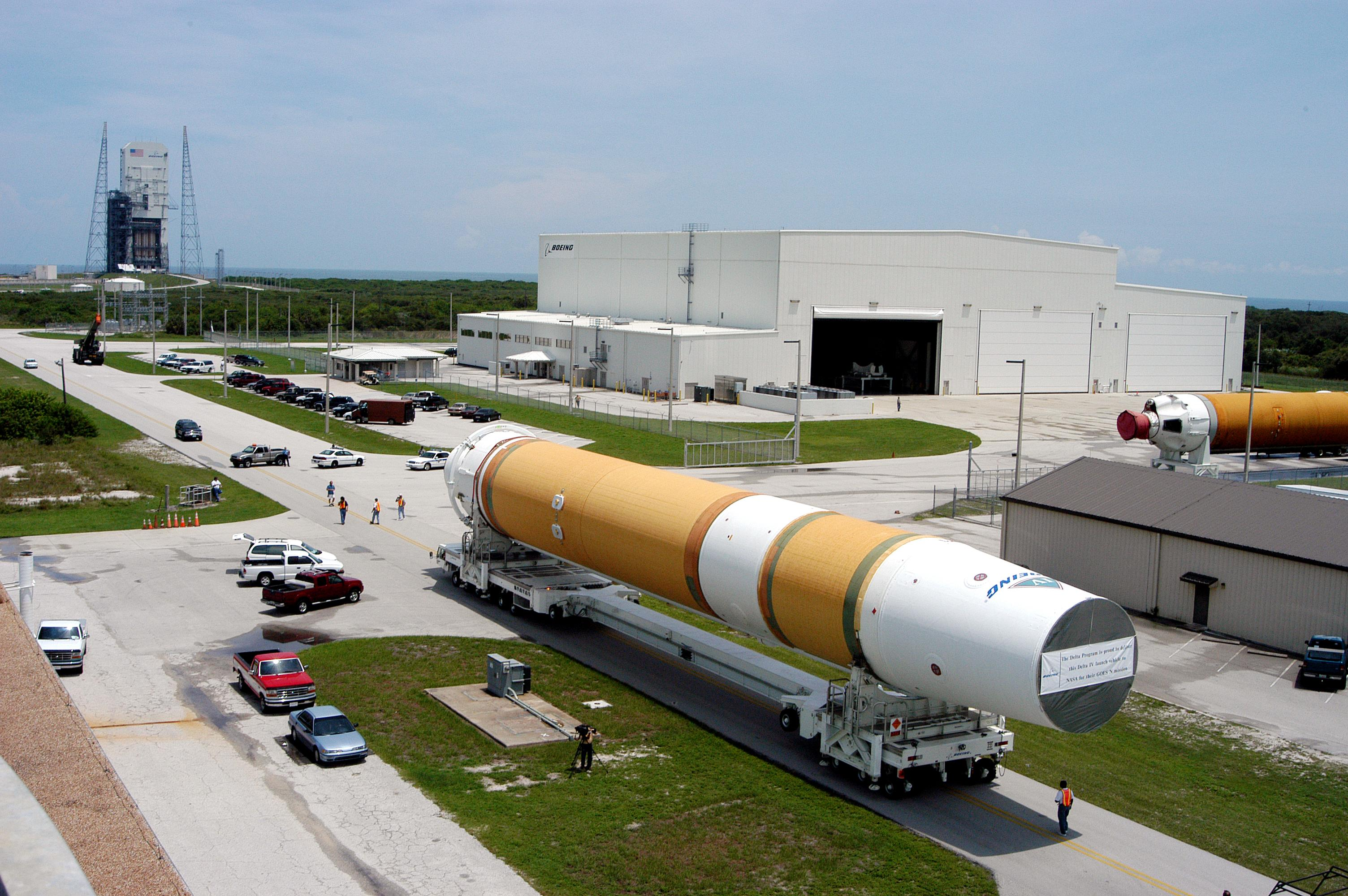
Un étage du lanceur Delta IV sur l'aire de lancement 37.
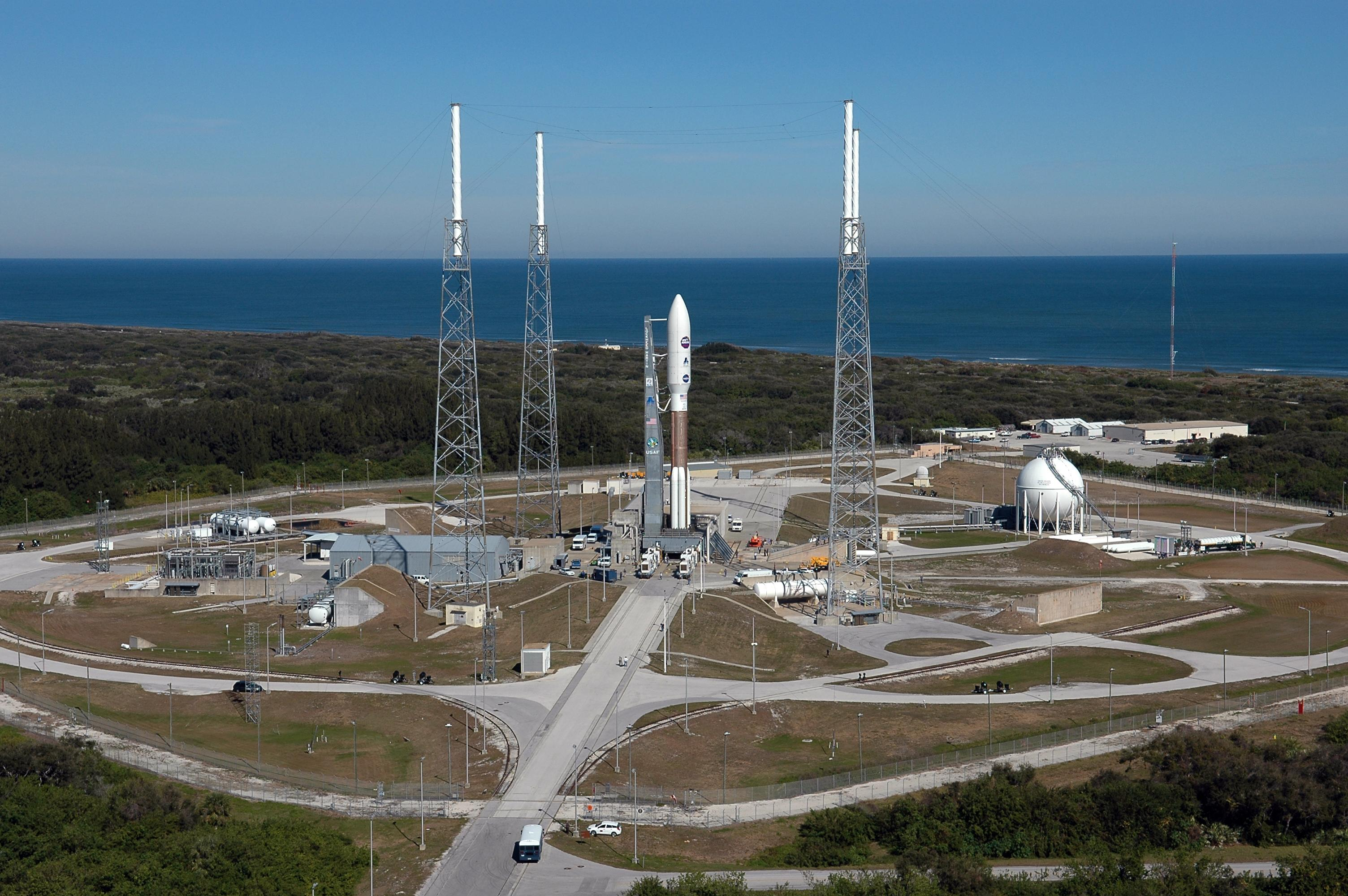
Le lanceur Atlas V sur l'aire 41 s'apprête à lancer la sonde New Horizons en 2006.